# 방송

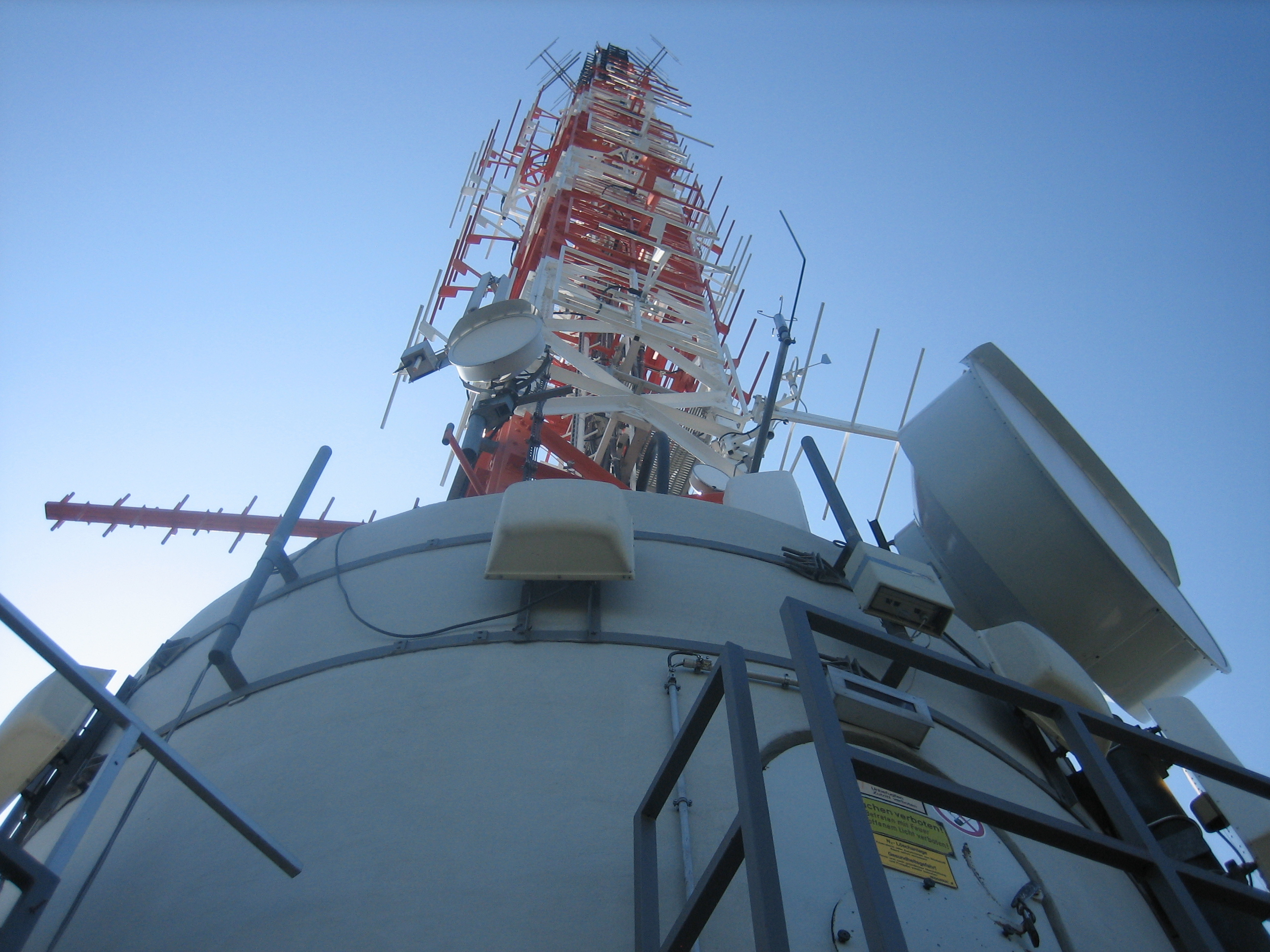
방송 안테나

방송(放送, 영어: broadcasting)은 방송 프로그램을 기획·편성 또는 제작하여 이를 공중(公衆)에게 전기통신설비를 이용하여 송신하는 것이다. 방송은 크게 텔레비전 방송, 라디오 방송, 데이터 방송으로 구분할 수 있다.
방송은 전자 매스컴 매체를 통해 분산된 청중에게 오디오 또는 비디오 콘텐츠를 배포하는 것이다. 그러나 일반적으로 일대다 모델에서 전자기 스펙트럼(전파)을 사용하는 매체이다. 방송은 AM 라디오로 시작되었으며, 이는 1920년경 진공관 라디오 송신기 및 수신기의 보급과 함께 대중화되었다. 그 전에는 대부분의 전자 통신(초기 라디오, 전화, 전신) 구현이 일대일이었고 메시지는 단일 수신자를 대상으로 했다.
영어의 'Broadcast'라는 용어는 1767년 처음 사용되었으며, 1832년부터 부사로 사용되었다. 이 단어는 손으로 씨앗을 밭에 널리 뿌려서 파종하는 농업 방법으로 사용되는 것을 뜻했다. 이는 나중에 인쇄물이나 전신을 통한 정보의 광범위한 배포를 설명하기 위해 채택되었다. 개별 방송국에서 여러 청취자에게 "일대다" 무선 전송을 적용하는 사례는 이미 1898년에 나타났다. 한국어에서 '방송'은 한자어이며 뜻풀이로 '풀어 보내다'라는 뜻을 가지고 있는데, 이는 본래 근세 한국어에서 '죄인을 풀어보내다'(=석방)을 뜻하는 단어였으나 언어의 의미 변화로 인하여 '디지털 콘텐츠를 전파로 배포하는 것'으로 변하였다.
공중파 방송은 일반적으로 라디오 및 TV와 관련되어 있지만 최근에는 라디오와 TV 전송이 모두 케이블(케이블 TV)을 통해 배포되기 시작했다. 수신 당사자에는 일반 대중 또는 상대적으로 작은 하위 집합이 포함될 수 있다. 요점은 적절한 수신 기술과 장비(예: 라디오 또는 텔레비전 세트)를 갖춘 사람이라면 누구나 신호를 수신할 수 있다는 것이다. 방송 분야에는 공영 라디오, 지역사회 라디오, 공영 텔레비전 등 정부가 관리하는 서비스와 민간 상업 라디오, 상업 텔레비전이 모두 포함된다. 미국 연방 규정집 제목 47, 파트 97에서는 방송을 "직접 또는 중계를 통해 일반 대중의 수신을 목적으로 하는 전송"으로 정의한다. 개인 또는 양방향 통신 전송은 이 정의에 해당되지 않는다. 예를 들어 아마추어("햄") 및 시민 밴드(CB) 라디오 운영자는 방송이 허용되지 않는다. 정의된 대로 전송과 방송은 동일하지 않다.
라디오나 TV 방송국에서 가정용 수신기로 전파를 통해 라디오 및 TV 프로그램을 전송하는 것을 OTA(Over The Air) 또는 지상파 방송이라고 하며 대부분의 국가에서는 방송 라이센선가 필요하다. 케이블 TV(동의를 받아 OTA 방송국을 재전송함)와 같은 유선 또는 케이블을 사용한 전송도 방송으로 간주되지만 반드시 라이센스가 필요하지는 않는다(일부 국가에서는 라이센스가 필요함). 2000년대에는 스트리밍 디지털 기술을 통해 텔레비전과 라디오 프로그램을 전송하는 것이 점점 더 방송으로 지칭되기 시작했다.

## 개요
미국의 통신법은 방송을 직접 또는 중계국의 중계를 통해 공중이 수신하는 무선 통신의 전달이라 정의하고 있다. 영국의 경우, 1988년의 저작권, 디자인, 특허법에서 방송(broadcast)을 일반인이 합법적으로 수신할 수 있도록 또는 일반인에게 제공될 것을 목적으로 한 시각적 영상, 음성 그 밖의 정보의 무선 통신의 송출로 정의한다. 따라서 이에는 라디오, 텔레비전, 전신, 전화가 포함된다. 일본의 경우 공중에 의해 직접 수신되는 것을 목적으로 하는 통신으로 정의한다.
해롤드 라스웰(영어: Harold Lasswell, 1902년 2월 13일 - 1978년 12월 18일, 미국의 통신이론 학자)의 통신이론 모델에 따르면 방송은 다음의 표와 같은 특징을 갖는다.
| 누가 (화자)         | 무엇을 (메시지)             | 어떻게 (채널·매체)          | 누구에게 (청중) | 효과            |
| 개인 기업/조직 집단 | 설득적·오락적·정보적 메시지 | 텔레비전·라디오·케이블·위성 | 다수의 집단     | 대규모적인 효과 |

산업으로서 방송은 희소한 자원인 주파수를 사용하여 공중에게 제공되는 공공재로서의 성격과 함께 광고주와의 계약을 통해 다른 상품을 광고하는 광고 매체의 기능이 있다. 따라서 방송은 방송사와 시청자 간의 시장과 함께 방송사와 광고주의 시장이 이중적으로 존재하는 특징이 있다.

## 역사

### 라디오 방송의 역사

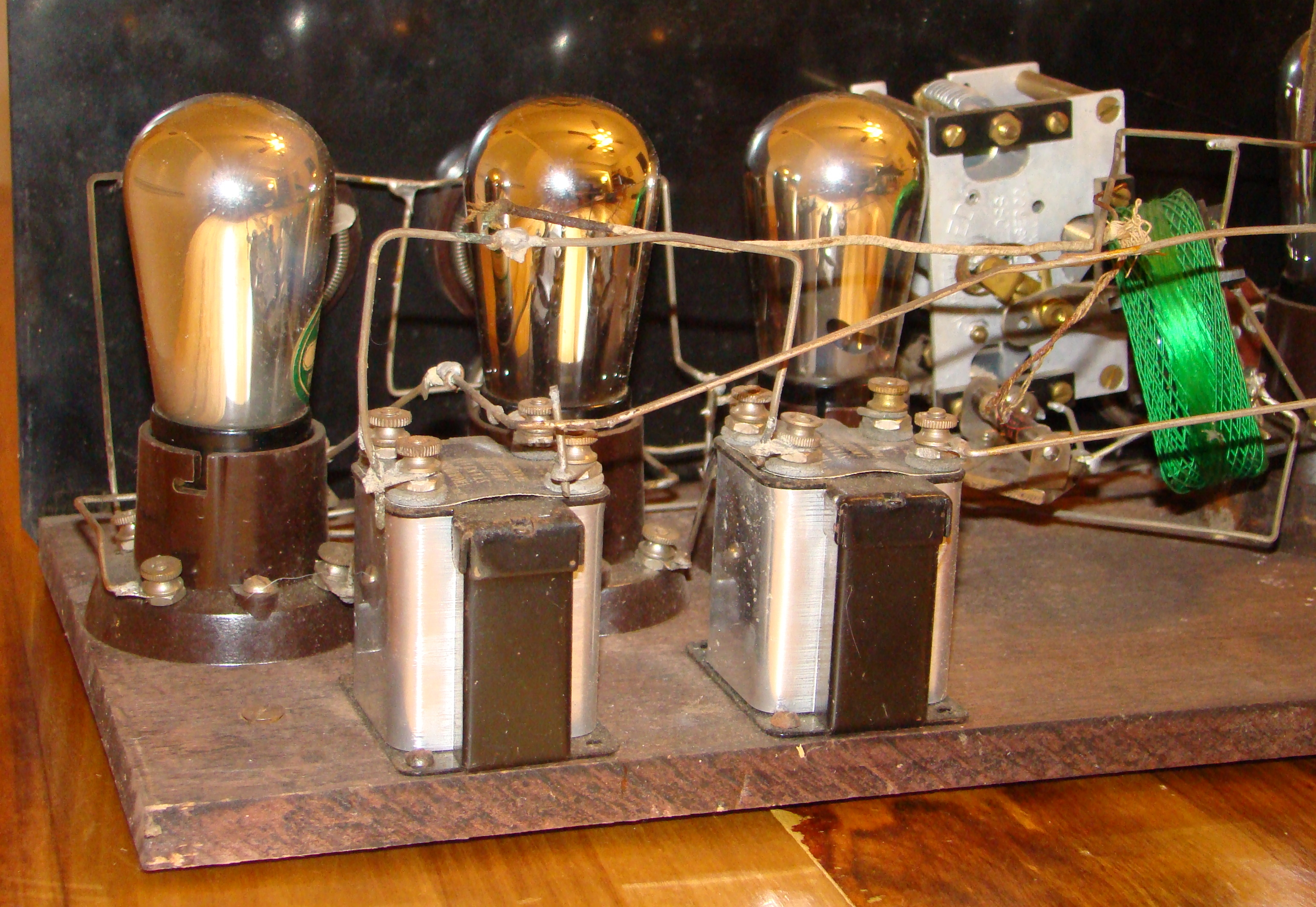
1920년대의 라디오 수신기

1906년 레지널드 페선던(영어: Reginald Fessenden, 1866년 10월 6일 - 1932년 7월 22일, 캐나다의 발명가)이 진폭 변조방식을 이용하여 최초로 라디오 방송을 송출하였다.
1910년대 초 전파를 이용한 무선 통신의 사용이 점차 확대되고 있었다. 수많은 아마추어 발명가들이 다양한 방식의 송신기와 수신기를 개발하였다. 1912년 타이타닉 호가 빙산에 좌초되는 사고가 발생하였을 당시 인근에 있던 선박이 조난 신호를 수신하여 700여 명의 인명을 구하자 무선 통신에 대한 관심이 급증하였다. 이로 인해 아마추어 송신국에서 송출하는 라디오 방송이 이루어지기 시작하였다. 한편, 1912년 미국 의회는 라디오 법안을 입법하여 정부의 승인 없는 전파 사용을 금지하였다. 제1차 세계대전 동안 미국은 미국 해군이 방송을 독점하도록 하였다.
제1차 세계대전이 끝나자 유럽과 미국에서는 라디오 방송의 성격을 놓고 일대 격론이 벌어졌다. 한정된 자원인 전파를 이용하는 방송이 공공 서비스인지 아니면 개인 영리 사업의 대상인지를 놓고 벌인 이 논쟁의 결과 유럽에서는 라디오를 공공 서비스로 보고 국가 독점의 방송사의 설립을 추진하였다. 한편, 미국에서는 특허 풀(영어: patents pool) 제도를 도입하여 특허 분쟁을 해결하고 제네럴 일렉트릭, AT&T, 웨스팅하우스 등이 지분을 소유한 RCA를 설립하여 라디오 방송을 시작하였다. 미국 최초의 라디오 방송은 1920년 11월 2일 피츠버그에 있던 100W 출력의 KDKA 방송국에서 송출되었다. 라디오는 대중적 인기와 함께 급속히 확산되어 1926년 미국의 라디오 보급율은 6가구 당 1대 꼴이 되었다.
최초의 라디오 방송이 시작된 이래 세계의 각국에 라디오 방송국이 설립되었다. 1925년 일본방송협회(NHK)의 전신인 도쿄 방송국이 라디오 방송을 시작하였고 1926년에는 영국방송공사(BBC)가 전파를 송출하기 시작하였으며 1927년 한국방송공사(KBS)의 전신인 경성방송국이 라디오 방송을 시작하였다.
주파수 변조를 이용한 라디오 송신 기술은 에드윈 하워드 암스트롱(영어: Edwin Howard Armstrong, 1890년 12월 18일 – 1954년 1월 31일)이 고안하였다. 1933년 특허가 등록된 이 기술로 라디오 방송은 진폭 변조에 비해 훨씬 깨끗한 음질을 제공할 수 있게 되었다.

### 텔레비전 방송의 역사

닙코프 디스크

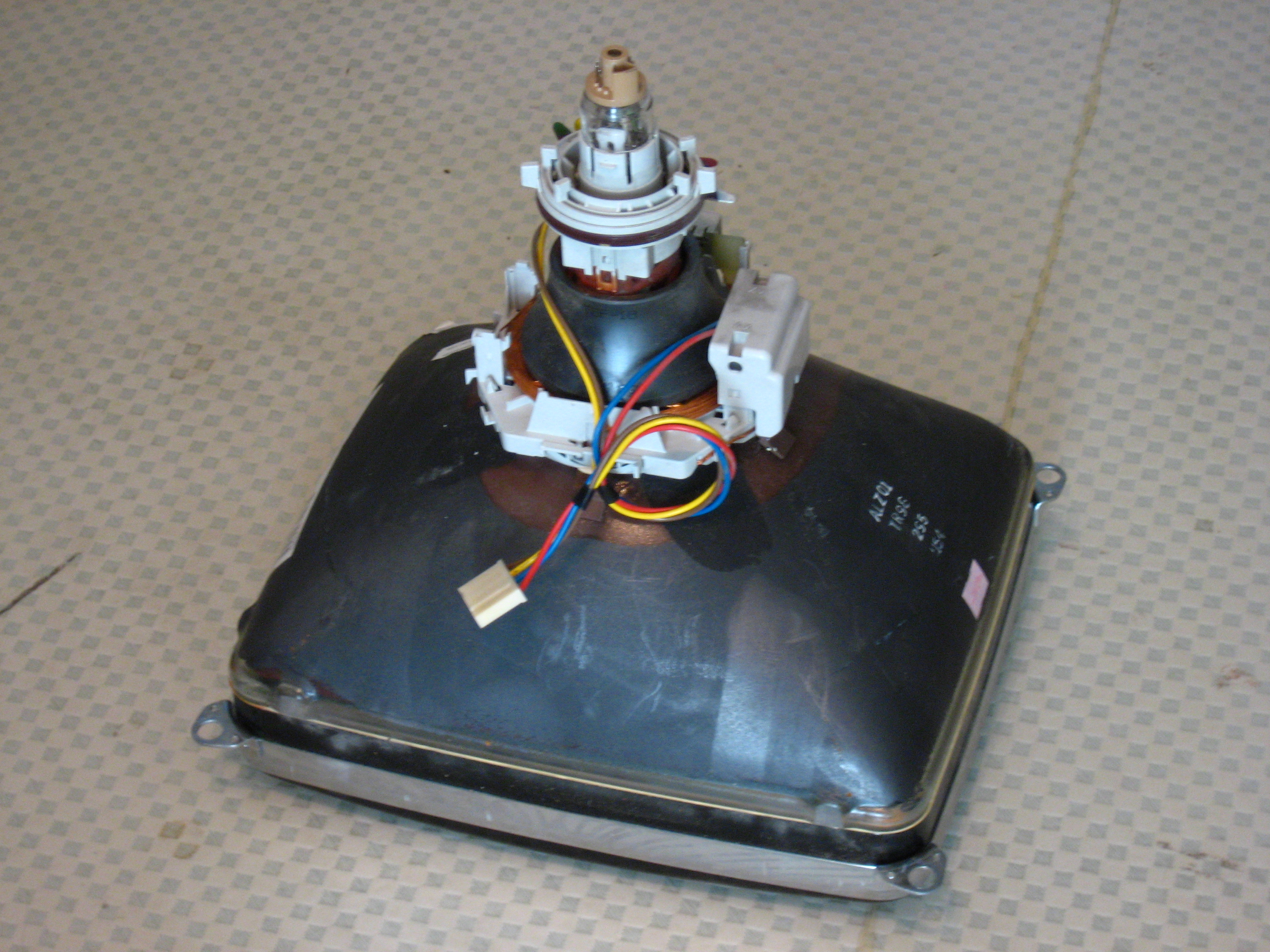
음극선관의 뒷면, 가운데에 전자총이 부착되어 있다.

1817년 스웨덴의 화학자 옌스 야코브 베르셀리우스(스웨덴어: Jöns Jakob Berzelius, 1779년 8월 20일 - 1848년 8월 7일)가 셀렌을 발견하였다. 1873년 아일랜드의 전신 기사 조지프 메이가 셀렌의 광전 효과를 발견하였다. 2년후인 1875년 미국의 조지 케리가 이를 이용하여 물체의 영상을 전기 신호로 바꾸는데 성공하였다. 셀렌으로 수많은 광전지를 만들어 각각을 전구에 연결한 뒤 셀렌 판 앞에 물체를 두자 전구가 물체의 윤곽을 나타낸 것이다.
그러나 케리의 텔레비전은 좋은 화상을 얻기 위해서 무수히 많은 전구와 전선이 필요하다는 단점이 있었다. 이러한 단점을 개선한 것은 1884년 독일의 전기 기술자 파울 고틀리베 닙코프(독일어: Paul Gottlieb Nipkow, 1860년 8월 22일 – 1940년 8월 24일)였다. 그는 셀렌판 앞에 24개의 구멍이 뚫린 원판을 세우고 이를 모터로 회전 시켜 빛을 순차적으로 전달하도록 하였다. 이를 이용하여 수많은 광전지에서 나온 전기 신호를 하나의 전선으로 전달할 수 있었다. 신호를 전달 받은 수상기는 같은 역의 방법으로 전구를 켜서 이미지를 재생할 수 있었다. 그는 영화의 기술과 같이 빛이 순차적으로 이미지를 재현하더라도 잔상 효과때문에 사람들은 전체의 이미지로 파악한다는 것을 이용하였다. 이러한 주사 방식은 텔레비전의 화상 표현 방법에 큰 영향을 주었다. 닙코프의 장치는 "전기망원경"이라 불렸다. 1926년 영국의 사업가 존 로지 베어드는 닙코프의 "전기망원경"을 이용한 사업을 시작하였다. 베어드가 "텔레바이저"(영어: televisor)라 부른 이 기계는 이후의 음극선관을 이용한 텔레비전과 구분하여 기계식 텔레비전이라 부른다. 1929년 BBC는 기계식 텔레비전을 이용한 방송을 시작하였다.
1897년 카를 페르디난트 브라운(독일어: Karl Ferdinand Braun, 1850년 6월 6일 -1918년 4월 20일)이 음극선관을 발명하였다. 발명가의 이름을 딴 브라운관이라고 널리 알려진 음극선관은 진공관과 같은 원리에 의해 전자총에서 발사된 전자가 형광물질을 입힌 화면에 부딪혀 나는 빛을 이용하여 화상을 재현하였다. 이후 LCD와 LED가 발명될 때까지 브라운관은 텔레비전 수상기를 비롯한 컴퓨터 모니터 등에 두루 쓰였다. 기계식 텔레비전에 대비된 음극선 방식의 텔레비전은 전자식 텔레비전이라 불렸다.
텔레비전이란 말은 1900년 8월 25일 파리에서 열린 국제전기기술총회에서 처음으로 사용되었다. 그러나 제대로 된 텔레비전이 세상에 나오기까지는 20여년의 세월이 더 흘러야 했다. 그 동안 여러 과학자와 발명가들은 텔레비전의 발명을 성공시키기 위해 경쟁하였다. 미국의 발명가 필로 판즈워즈(영어: Philo Farnsworth, 1906년 8월 19일 – 1971년 3월 11일)는 고등학교 졸업 무렵 자신의 스승이었던 톨만에게 전자식 텔레비전의 스케치를 보여주었고 졸업 후 투자자를 모아 연구에 전념하여 1927년에 시제품을 발명하였다. 그의 발명은 1년뒤에 일반인에게 알려져 1928년 9월 3일 《센프란시스코 신문》은 "SF맨이 텔레비전 혁명을 일으켰다"라고 보도하였다.
미국의 거대 방송사 RCA는 1930년 러시아에서 미국으로 이민한 발명가 블라디미르 K. 즈보리킨(러시아어: Владимир Козьмич Зворыкин, 1889년 7월 30일 - 1982년 7월 29일)를 고용하여 텔레비전의 발명을 진행하고 있었다. 블라디미르 즈보리킨은 판스워즈의 연구소를 방문한 뒤 그의 아이디어를 빌려 전자식 텔레비전을 완성하였다. RCA는 텔레비전 특허의 우선권을 주장하며 판스워즈와 특허권 분쟁을 일으켰다. RCA는 1939년 4월 뉴욕의 세계박람회에서 루즈벨트 대통령의 연설을 텔레비전으로 내보내며 자신들의 발명을 자랑하였으나 1939년 10월 판스워즈의 특허권을 인정하고 로열티를 지불하였다. 그러나 오래된 법정 분쟁으로 판스워즈는 이미 큰 타격을 입은 상태였다. 더욱이 곧바로 이어진 제2차 세계대전으로 인하여 텔레비전 산업은 제약을 받았다. 이로써 판스워즈는 대중의 관심에서 멀어졌다. 전쟁 이후 RCA는 미국 텔레비전 사업의 80%를 점유하는 독과점 기업이 되었고 자신들이 텔레비전을 발명했다고 광고하였다. 판즈워즈는 1957년 CBS의 텔레비전 퀴즈쇼를 통해 텔레비전의 발명가라는 것이 널리 알려지게 되었다. 1999년 타임지는 "20세기의 가장 중요한 100명"의 한 명으로 판스워즈를 꼽았다.
한편, 1930년대 독일은 기존의 기술과 함께 즈보리킨과 여러명의 특허권을 사들여 텔레비전 방송을 시작하였다. 또한, 영국, 일본, 프랑스 등도 이 시기에 텔레비전 방송을 시작하였다. 그 결과 1936년 베를린 올림픽이 전 세계에 생중계 될 수 있었다.

## 매체
방송은 정보를 전달하는 방송 매체에 따라 라디오 방송, 텔레비전 방송 등으로 나뉜다.

### 라디오 방송
라디오 방송은 전파를 이용하여 음성 정보를 전달하는 방송이다. 대한민국 방송법에서는 "음성ㆍ음향 등으로 이루어진 방송프로그램을 송신하는 방송"으로 정의한다. (제2조 제1호 나목) 기술적으로는, 사용하는 전파에 따라 단파 방송, 중파 방송, 초단파 방송, 극초단파 방송 등으로 나뉘며, 변조방식에 따라 AM, FM으로 나뉜다.

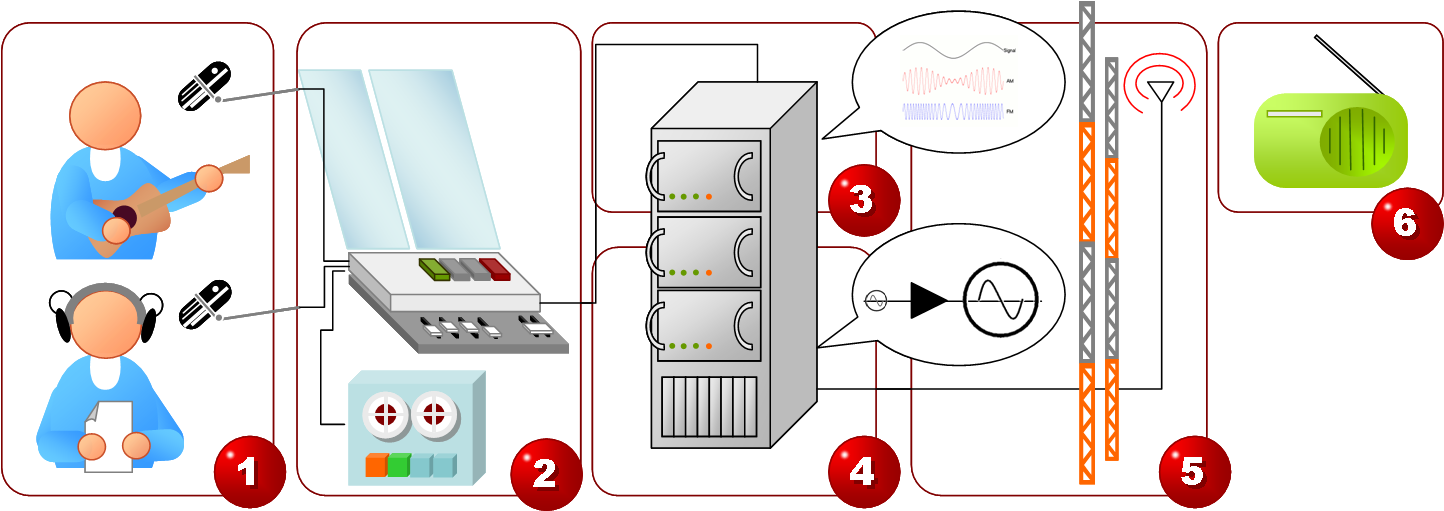
라디오 방송의 제작
1)컨텐츠 2)프로듀서 3)변조 4)증폭 5)송출 6)수신

### 텔레비전 방송
- 공중파 방송: 공중파 텔레비전 방송은 전파를 이용하여 영상 정보를 전달하는 방송이다. 대한민국 방송법에서는, 정지 또는 이동하는 사물의 순간적 영상과 이에 따르는 음성ㆍ음향 등으로 이루어진 방송프로그램을 송신하는 방송(제2조 제1호 가목)으로 정의한다. 사용하는 전파에 따라 초단파(VHF) 방식과 극초단파(UHF)방식으로 구분된다. 한국의 경우, 지금의 EBS의 전신인 교육방송이 UHF 방식을 사용하였으나 현재의 지상파 디지털 방송은 100% UHF 방식을 사용하고 있다.

- 케이블 방송: 케이블을 이용하여 영상 정보를 전달하는 방송이다. 유선방송이라고도 한다. 각 지역별로 케이블 방송 사업자가 가입자를 유치하여 케이블을 가입자의 텔레비전에 연결하고 정보를 전달한다. 채널은 사업자에 따라 유동적으로 다르다.

- 위성 방송 : 위성 방송은 인공 위성을 이용하여 영상 정보를 전달하는 방송이다.

### 방송사업자 구성 형태

위성, 케이블, IPTV 송수신개요 / 통상적으로 PP사와 각 플랫폼 사업자 사이에는 송출대행전문회사의 업무영역이 포함되는 경우가 있다.

- 방송채널사용사업자 (PP : Program Provider) : 고유의 방송채널을 소유하고 방송프로그램을 제작하여 방송하는 사업자 (예 : CJ E&M 방송사업부문)
  - 복수방송채널사용사업자 (MPP : Multiple Program Provider) : 2개 이상의 채널을 소유한 방송채널사업자
- 종합유선방송사업자 (SO : System Operator) : 전국 각 지역의 제한된 구역을 방송사업권으로 하는 방송사업자
  - 복수종합유선방송사업자 (MSO : Multiple System Operator) 2개 이상의 종합유선방송사업체를 소유한 사업자
- 중계유선방송사업자 (RO : Relay Operator) : 일정지역에 제한된 영역에서 방송통신위원회로부터 허가받은 방송을 수신 중계하는 방송사업자, 영세한 유선 방송 사업자
- 전송망사업자 (NO : Network Operator) : 전송망 사업자

## 새로운 기술
최근 DMB(Digital Multimedia Broadcasting), IPTV(Internet Protocol Television)과 같은 새로운 기술을 도입한 방송이 선보이게 되었다.
- 인터넷 방송: 인터넷망을 이용하여 가입자에게 음성이나 영상 정보를 전달하는 방송이다. 가입자가 특정 콘텐츠를 골라 보는 VOD 방식과 채널별로 편성표를 만들어 운영하는 방식이 있다. 음성 정보 만 전달하는 방송을 인터넷 라디오 방송이라 한다. 인터넷 방송은 전 세계적으로 인터넷 사용자들이 즐겨 쓰는 장르 중 하나이며 여러 가지 플랫폼을 통해서 운영할 수 있다.

- 통신과의 결합 : 최근들어 통신과 방송을 통합하여 서비스하려는 움직임이 나타나 통신과 방송의 경계가 모호해졌다.

## 국명 고지
방송의 시작과 끝을 알리는 채널의 타이틀로 광고와 편성의 책임자, 심의규정 준수 등을 고지하게 된다.

## 나라별 방송
- 나라별 방송
- 나라별 텔레비전 방송국 목록
- 나라별 라디오 방송국 목록

## 같이 보기
- 텔레비전
- 라디오
- 대중 매체
- 대중 전달
- 생방송
- 방송지연